# Winifred Moberly
Pour les articles homonymes, voir Moberly (homonymie).
Winifred Horsbrugh Moberly (1er avril 1875 - 6 avril 1928), est une administratrice académique britannique, principale de St Hilda's College, Oxford, de 1919 à 1928.

## Biographie
Winifred Moberly naît à Calcutta, dans le Raj britannique, en 1875, neuvième enfant et quatrième fille de Charles Morris Moberly), officier du Madras Staff Corps, et de son épouse, Eliza Augusta Dorward, dont la famille était installée à Tiruchirappalli. Charlotte Anne Moberly, première principale de St Hugh's Hall, est la cousine de son père.
Elle fait ses études secondaires à la Winchester High School, puis à la Sydenham High School, à Londres. Elle s'inscrit en littérature anglaise au Lady Margaret Hall à Oxford en 1894. Elle quitte le collège en 1897, lorsque son père meurt. Elle vit avec sa mère et fait fonctionner la maison, elle est brièvement maîtresse de maison au Lady Margaret Hall en 1906, puis bursar, une fonction d'intendante au collège, de 1910 à 1912. 
Lorsque l'Angleterre entre en guerre, elle organise des formations pour les femmes sans emploi pour le Central Committee on Women's Employment. À la fin de 1915, elle se rend en Russie où elle participe à la création de cinq unités hospitalières subventionnées par la National Union of Women's Suffrage Societies et le Fonds polonais britannique. Elle établit notamment une unité à Saint-Pétersbourg, pour secourir les réfugiés polonais, estoniens et lituaniens. Elle administre aussi un hôpital à Kazan, puis se rend en Galice.
En octobre 1917, elle est nommée secrétaire des Young Women's Christian Association à Calais. Elle participe à la mise en place de salles de repos et de cantines pour le Queen Mary's Army Auxiliary Corps, jusqu'en juillet 1918. Elle reçoit la British War Medal pour son activité durant la guerre. Elle fait une tournée de conférences de six semaines sur le travail des femmes, aux États-Unis en 1918 pour la War Workers' Campaign.

## Nomination à St Hilda's Hall en 1919
Winifred Moberly est nommée principale de St Hilda's Hall en 1919. À son arrivée, le collège manque de ressources. Elle en fait un établissement prospère. Durant son mandat, St Hilda's double de taille, s'agrandit en acquérant une propriété mitoyenne, et obtient une charte royale en 1926, permettant au collège de prendre sa place au sein de l'université. Elle reçoit un master honorifique d'Oxford en 1920, lorsque l'université confère des diplômes à plusieurs principales. Elle est gagnée par la maladie dès 1925, et elle meurt à Laverstock, dans le Wiltshire, le 6 avril 1928,. Elle est remplacée à la tête du collège par Julia de Lacy Mann.